# 1884
1884 (MDCCCLXXXIV) a fost un an bisect al calendarului gregorian, care a început într-o zi de marți.

## Evenimente

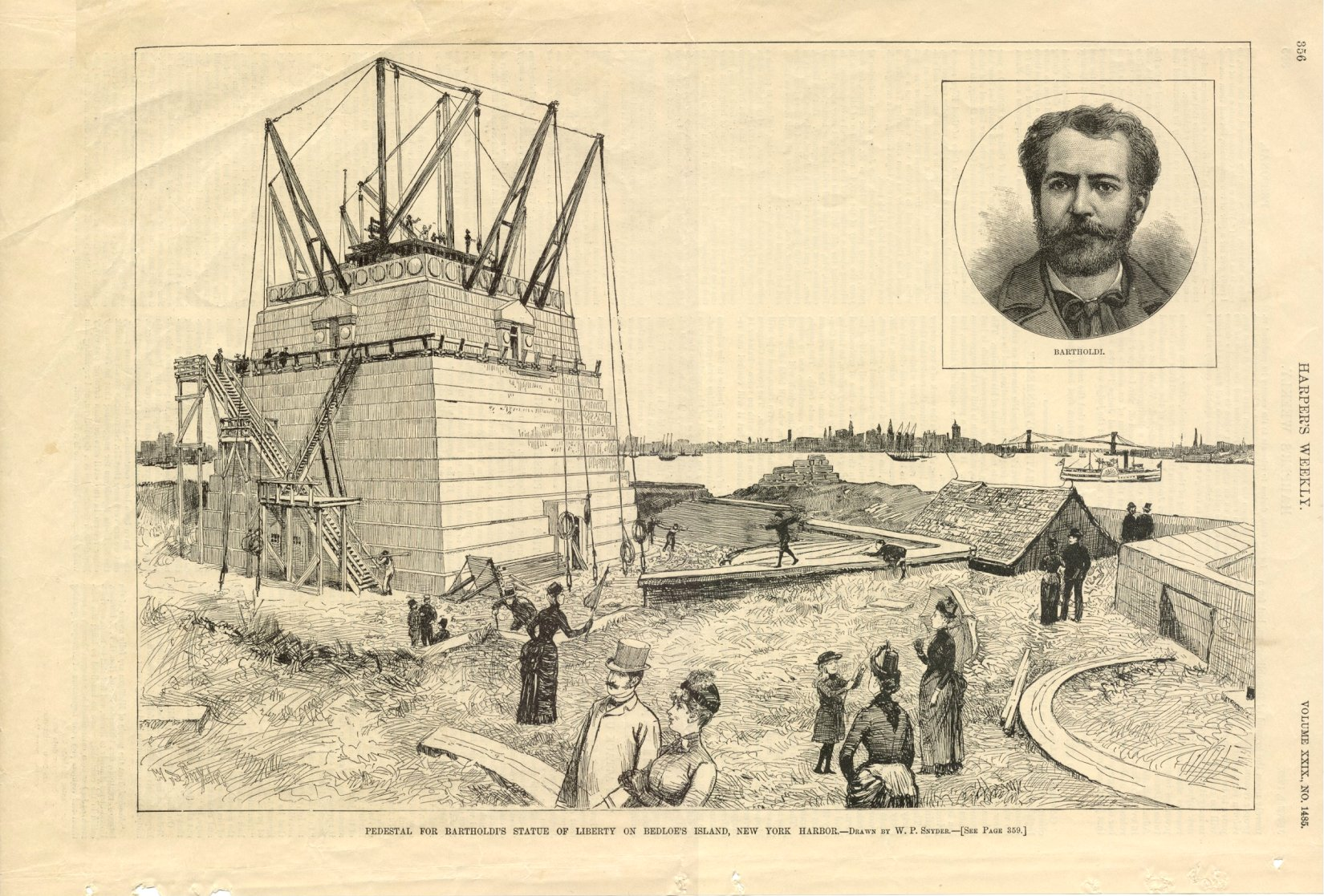
5 august: Construirea Statuii Libertății.

### Februarie
- 1 februarie: Se publică prima ediție a Oxford English Dictionary.

### Aprilie
- 2 aprilie: Secțiunea literară a Academiei Române ia în discuție propunerea Regelui Carol I de a întocmi un amplu dicționar al limbii române, pentru care regele pune la dispoziție câte 6.000 de lei timp de 6 ani, iar cu această lucrare este însărcinat B.P.Hașdeu. Hașdeu realizează din Etymologicum Magnum Romaniae doar cuvintele până la litera B (cuvântul bărbat).

### Iunie
- 27 iunie: Este înființată Episcopia Romano-Catolică de Iași.

### Iulie
- 18 iulie: Ia ființă Serviciului Meteorologic al României sub conducerea lui Ștefan Hepites.

### August
- 5 august: Începe construirea Statuii Libertății.

### Noiembrie
- 12 noiembrie: Timișoara este primul oraș de pe continentul european cu străzile iluminate electric, cu 731 de lămpi.

### Nedatate
- 1884-1885: Primul zgârie-nori din lume: Home Insurance Building din Chicago, 42 m.
- Apare primul bistrou la Paris.
- București: Se instalează prima linie telefonică de stat, între Ministerul de Interne și Poșta Centrală.

## Arte, științe, literatură și filozofie
- A apărut, la Sibiu, publicația politică și culturală Tribuna.
- Frederick Engels publică Originile familiei, proprietății private și statului.
- Pictorul francez Jean François Millet pictează Odihnă la câmp.
- Premiera, la Teatrul Național București, a piesei lui Vasile Alecsandri, Fântâna Blanduziei, având pe afiș nume mari ale scenei românești: Constantin Nottara, Aristizza Romanescu.
- Premiera piesei O scrisoare pierdută a lui Ion Luca Caragiale, având în distribuție pe Constantin Nottara (Tipătescu) și Aristizza Romanescu (Zoe).
- Sculptorul francez Auguste Rodin sculptează Les bourgeois de Calais.

## Nașteri
- 7 aprilie: Bronisław Malinowski, antropolog, etnograf și mitolog englez de origine poloneză, profesor (d. 1942)
- 8 mai: Harry S. Truman, al 33-lea președinte al SUA (1945-1953), (d. 1972)
- 28 mai: Visarion Toia, călugăr ortodox român, stareț al Mănăstirii Lainici (1929 - 1951), canonizat ca sfânt (d. 1951)
- 25 iunie: Împărăteasa Teimei, soția împăratului Taishō al Japoniei (d. 1951)
- 12 iulie: Amedeo Modigliani, pictor și sculptor italian (d. 1920)
- 30 august: Theodor Svedberg, chimist suedez, laureat al Premiului Nobel (d. 1971)
- 23 septembrie: Mihai Costăchescu, istoric și folclorist român (d. 1953)
- 11 octombrie: Friedrich Bergius, chimist german (d. 1949)
- 11 octombrie: Eleanor Roosevelt ( Anna Eleanor Roosevelt), Prima Doamnă a Statelor Unite ale Americii, soția președintelui Franklin D. Roosevelt, diplomată și activistă pentru drepturile omului (d. 1962)
- 4 noiembrie: Prințesa Elena a Serbiei (d. 1962)
- 22 noiembrie: Alexandru Rusu, episcop greco-catolic și mitropolit al Bisericii Române Unite cu Roma (d. 1963)
- 27 noiembrie: Vasile Voiculescu, dramaturg, medic, poet, prozator și scriitor român (d. 1963)

## Decese
- 5 aprilie: Ion Constantin Inculeț, 56 ani, om politic român (n. 1940)
- 28 aprilie: Lascăr Rosetti, 67 ani, om politic român (n. 1816)
- 12 mai: Charles Adolphe Wurtz, 66 ani, chimist francez (n. 1817)
- 19 iunie: Juan Bautista Alberdi, 73 ani, scriitor argentinian (n. 1810)
- 2 august: Paul Abadie, arhitect francez (n. 1812)
- 24 august: Carol Davila (n. Carlo Antonio Francesco d’Avila), 56 ani, medic român de origine franceză, întemeietorul Facultății de Medicină din București (n. 1828)